# Sérgio Moraes
Sérgio Ivan Moraes (Santa Cruz do Sul, 27 de abril de 1958) é um político brasileiro.

## Carreira política
Moraes foi vereador de Santa Cruz do Sul, pelo PMDB, de 1982 a 1988 e de 1989 a 1990. Foi também deputado estadual por duas legislaturas, de 1991 até 1995 e de 1995 até 1996, pelo mesmo partido. Foi eleito duas vezes prefeito de Santa Cruz do Sul, comandando a cidade de 1997 até 2004. Em 2006, foi eleito pela primeira vez para a Câmara dos Deputados pelo Rio Grande do Sul. Foi reeleito em 2010 e em 2014. 
Em 14 de junho de 2016, apoiou o Deputado Eduardo Cunha votando contra a sua cassação no comitê de ética da Câmara dos Deputados.
Em agosto de 2017 votou pelo arquivamento da denúncia de corrupção passiva do presidente Michel Temer, cujo índice de aprovação era o pior de um presidente desde a ditadura militar.
Retornou à prefeitura de Santa Cruz do Sul em 1º de janeiro de 2025, após derrotar a prefeita Helena Hermany nas eleições de 2024. Obteve 37.327 votos, 47,13% do total, contra 26.304 votos (33,21%) de Helena, que tentava a reeleição. 

## Família na Política
Sergio introduziu a família na política, foi casado com Kelly Moraes, atual deputada estadual do RS, ex deputada federal, ex prefeita e vereadora de Santa Cruz do Sul. Dessa união o casal teve em 1992 o filho Sergio Marques Moraes, eleito vereador de Santa Cruz do Sul nas eleições de 2020 e 2024.
Seu filho Marcelo Moraes, é Deputado Federal pelo RS.

## Desempenho eleitoral
| Ano  | Eleição                        | Cargo            | Partido | Coligação                                      | Votos           | Resultado  |
| ---- | ------------------------------ | ---------------- | ------- | ---------------------------------------------- | --------------- | ---------- |
| 2000 | Municipal de Santa Cruz do Sul | Prefeito         | PTB     | PTB / PMDB / PDT / PPS / PT DO B               | 31.512 (47,37%) | Eleito     |
| 2006 | Federal do Rio Grande do Sul   | Deputado Federal | PTB     | PTB/PMN                                        | 86.229 (1,56%)  | Eleito     |
| 2010 | Federal do Rio Grande do Sul   | Deputado Federal | PTB     |                                                | 97.752 (1,71%)  | Eleito     |
| 2014 | Federal do Rio Grande do Sul   | Deputado Federal | PTB     | PTB / PC DO B / PR / PPL / PROS / PTC          | 115.155 (2,09%) | Eleito     |
| 2016 | Municipal de Santa Cruz do Sul | Prefeito         | PTB     | PTB / PT DO B / DEM / PSD / PR                 | 31.250 (38,73%) | Não Eleito |
| 2024 | Municipal de Santa Cruz do Sul | Prefeito         | PL      | PL / MDB / AVANTE / PDT / PODE / SOLIDARIEDADE | 37.327 (47,13%) | Eleito     |

## Polêmicas

### Declarações
Em 6 de maio de 2009, Sérgio Moraes ficou nacionalmente conhecido ao afirmar em discurso na Câmara dos Deputados a seguinte frase: "Estou me lixando para opinião pública. Até porque parte da opinião pública não acredita no que vocês escrevem. Vocês batem, mas a gente se reelege." Segundo ele próprio, a frase foi dita no momento em que estava sendo "provocado pela imprensa" e foi direcionada para a repórter que o questionou e não para a opinião pública.
Posteriormente, ao ser entrevistado pelo repórter Danilo Gentili do programa Custe o Que Custar (CQC), sobre o fato de defender Edmar Moreira, chamado pela mídia de "Deputado do Castelo", sobre a acusação de ser dono de um prostíbulo no Sul do país e sobre ligar para telessexo com dinheiro público, Moraes respondeu, de acordo com Gentili: "você é um veado. Eu vi você comendo veado." A reportagem foi ao ar, no dia 1 de junho de 2009, e nela o repórter perguntou: - "É verdade que o senhor e o Edmar Moreira vão abrir um bordel no castelo?" E Sérgio Moraes replicou: "Vamos, inclusive já convidei a sua mãe. Estou te reconhecendo: você não é aquele que flagrei beijando um cara nos corredores do Congresso na semana passada?".

### Estátua de São João Batista
Em janeiro de 2010, Kelly Moraes, esposa de Sérgio e prefeita de Santa Cruz do Sul, anunciou que o modelo para a estátua de São João Batista que pretendia construir no município, especificamente no alto do morro do distrito de Cerro Alegre, estava pronto. Contudo, o rosto da estátua, projetada para ter a mesma altura do Cristo Redentor e para promover o turismo na região, lembra muito o próprio Sérgio Moraes na opinião de muitos santa-cruzenses e da oposição. O lugar em que a estátua será fixada também gera controvérsia, pois Sérgio Moraes passou sua infância em Cerro Alegre.